# SC Preußen Münster
Maillots
Actualités
Le SC Preußen Münster est un club omnisports allemand fondé le 30 avril 1906 et basé à Münster, en Rhénanie-du-Nord-Westphalie.

## Histoire
Le club est fondé le 30 avril 1906 par des étudiants sous le nom de FC Prussia. Après que le club ait été admis à fédération de football de l'Ouest, il joue en deuxième division jusqu'à ce qu'il soit promu en première division en 1908. En 1914, le club devient champion de Westphalie pour la première fois. En 1921, avec son deuxième titre régional il change le nom en Sportclub Prussia.
De 1933 à 1936 et de nouveau de 1938 à 1941, le club appartenait à la Gauliga Westfalen pour un total de six saisons, qui était à l'époque la plus haute division allemande avec 15 autres Gauligas.
Après la Seconde Guerre mondiale, le club s'établit dans l'Oberliga Ouest alors la première division, après plusieurs descentes et remontées à partir de la fin des années 1940.
Lors de la saison 1950-1951, l'équipe est arrivée à la 2e place de l'Oberliga Ouest, à un point du FC Schalke 04. Le club se qualifie donc la première fois pour la phase finale du championnat allemand. Le Preußen Münster remporte son groupe et accède à la finale du championnat d'Allemagne. En finale devant 100 000 spectateurs au stade olympique de Berlin le club s'incline 2 à 1 contre le 1. FC Kaiserslautern.
En 1963, le club est admis dans la nouvelle Bundesliga à la surprise générale. Le 24 août 1963, le SCP fait match nul 1-1 contre le Hamburger SV lors de son premier match de Bundesliga devant 38 000 spectateurs dans le Preußenstadion à guichets fermés. Le club sera relégué en fin de saison.
Après la relégation, le SC Preußen Münster ne brille guère dans la Regionalliga Ouest. Lorsqu'est créée la deuxième Bundesliga avec deux groupes le SCP est qualifié dans le groupe Nord.
En 1976, 1978 et 1979, le club est proche d'une montée en Bundesliga mais n'arrive jamais à accrocher les barrages de montée.
Pour la saison 1981-1982, la fédération change le format de la 2. Bundesliga qui passe à une seule poule. Avec la 13e place de la saison précédente, Münster ne se qualifie pas et joue pour la première fois au troisième niveau du football allemand.
En 1989, le SC Preußen est promu en 2e Bundesliga, le club n'y séjournera que deux saisons et retrouve le troisième niveau en 1991. En 2007, la chute continue il faudra cinq saisons en 4e division pour revenir en 3. Liga . En 2020, le SC Preußen retrouve la Regionalliga mais en 2023 à trois journées de la fin le club fête la promotion en 3. Liga.
Le 18 mai 2024 après une ultime victoire contre Unterhaching Münster peut fêter une nouvelle accession en 2. Bundesliga 33 ans après sa dernière saison à ce niveau.

## Historique
- 1906 : fondation du club sous le nom de FC Preussen Münster.
- 1921 : le club est renommé SC Preussen Münster.
- 1963 : 1re participation à la Bundesliga (1963/64) en tant que membre fondateur, mais relégation en fin de saison.
- 1981 : Avec la création de la 2. Bundesliga, le club se retrouve en 3e division.
- 1989 : Montée en 2. Bundesliga.
- 1991 : Relégation en 3e division, en 2007 le club descend même quelques saisons au 4e niveau du football allemand.
- 2011 : Retour du club en 3e division.
- 2020 : Relégation en Regionalliga (4e division).
- 2023 : Montée en troisième division[3].
- 2024 : Montée en deuxième division[4].

## Joueurs et personnalités du club

### Staff
| Nom            | Nationalité | Fonction               |
| -------------- | ----------- | ---------------------- |
| Alexandre Ende |             | Entraineur             |
| Louis Cordes   |             | Entraineur Adj.        |
| Milenko Gilic  |             | Entraineur de gardiens |

### Effectif actuel
| N° | Nat.                   | Poste | Nom du joueur                            |
| -- | ---------------------- | ----- | ---------------------------------------- |
| 1  | Drapeau de l'Allemagne | G     | Johannes Schenk                          |
| 2  | Drapeau du Danemark    | D     | Mikkel Kirkeskov                         |
| 4  | Drapeau de l'Allemagne | M     | David Kinsombi (en prêt du SC Paderborn) |
| 5  | Drapeau de l'Allemagne | M     | Yassine Bouchama                         |
| 7  | Drapeau de l'Allemagne | M     | Daniel Kyerewaa                          |
| 8  | Drapeau de l'Allemagne | A     | Joshua Mees                              |
| 10 | Drapeau de la Pologne  | M     | Sebastian Mrowca                         |
| 11 | Drapeau de l'Allemagne | M     | Thorben Deters                           |
| 13 | Drapeau de l'Allemagne | M     | Florian Pick                             |
| 14 | Drapeau de l'Allemagne | M     | Charalambos Makridis                     |
| 15 | Drapeau de l'Allemagne | D     | Simon Scherder                           |
| 16 | Drapeau de l'Allemagne | D     | Torge Paetow                             |
| 18 | Drapeau de l'Allemagne | D     | Marc Lorenz (capitaine)                  |
| 20 | Drapeau des Pays-Bas   | M     | Jorrit Hendrix                           |

| No. | Nat.                   | Position | Nom du joueur                          |
| --- | ---------------------- | -------- | -------------------------------------- |
| 21  | Drapeau de l'Allemagne | M        | Rico Preißinger                        |
| 22  | Drapeau de l'Allemagne | D        | Dominik Schad                          |
| 23  | Drapeau de la Turquie  | A        | Malik Batmaz                           |
| 24  | Drapeau de l'Allemagne | D        | Niko Koulis                            |
| 25  | Drapeau de l'Allemagne | D        | Luca Bolay                             |
| 26  | Drapeau de l'Allemagne | G        | Morten Behrens                         |
| 27  | Drapeau de l'Allemagne | D        | Jano ter Horst                         |
| 28  | Drapeau de la Hongrie  | A        | András Németh (en prêt du Hambourg SV) |
| 29  | Drapeau de l'Allemagne | D        | Lukas Frenkert                         |
| 30  | Drapeau du Togo        | A        | Etienne Amenyido                       |
| 31  | Drapeau de l'Islande   | A        | Hólmbert Friðjónsson                   |
| 32  | Drapeau de l'Allemagne | M        | Luca Bazzoli                           |
| 33  | Drapeau de l'Allemagne | G        | Marian Kirsch                          |

## Identité visuelle

1906-2008
2008-2018
Depuis 2018